# Percnia ductaria
Percnia ductaria là một loài bướm đêm trong họ Geometridae.